# 168531 Joshuakammer
168531 Joshuakammer è un asteroide della fascia principale. Scoperto nel 1999, presenta un'orbita caratterizzata da un semiasse maggiore pari a 1,9279897 au e da un'eccentricità di 0,0824436, inclinata di 23,52587° rispetto all'eclittica.